# Manuel Vieira Natividade

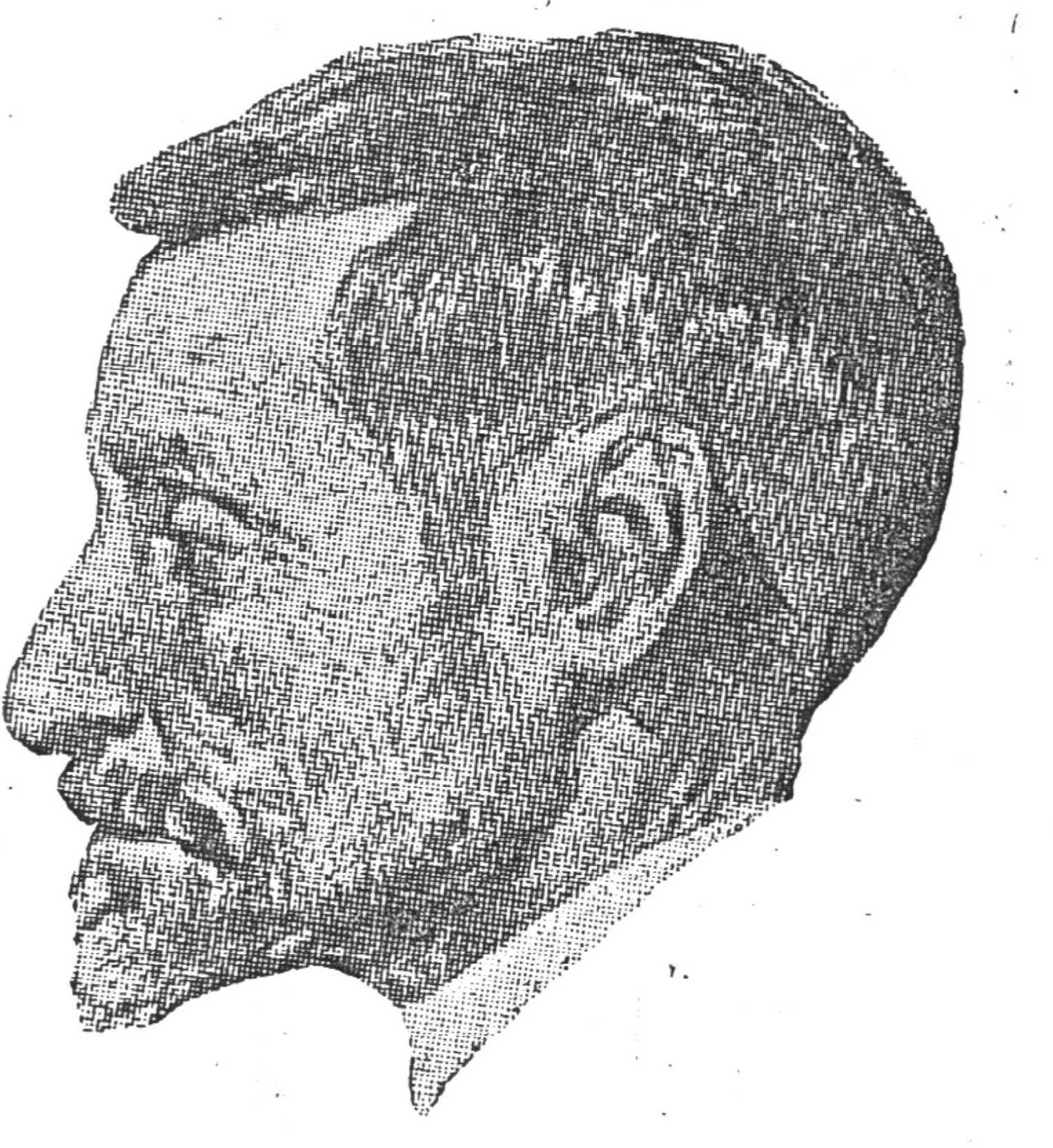
Manuel Vieira Natividade

Manuel Vieira de Natividade (* 20. April 1860 in Casal do Rei, Alcobaça; † 20. Februar 1918 in Alcobaça) war ein portugiesischer Archäologe.
Vieira Natividade studierte an der Universität Coimbra. Er organisierte mehrere Explorationen in den Höhlen der jurassischen Zone von Alcobaça. Einen bedeutenden Beitrag lieferten seine Studien zur Ikonografie der Gräber von König Peter I. und seiner Ehefrau Inês de Castro. Auch forschte er zur Geschichte des Klosters von Alcobaça und zur lokalen Ethnografie.

## Veröffentlichungen
- Roteiro Arqueológico de Alcobaça e Coutos, 1891
- Grutas de Alcobaça, 1901
- Inês de Castro e Pedro-o-Cru perante a Iconografia dos seus Túmulos, 1910